# Peter Heinrich von Blanckenhagen
Peter Heinrich von Blanckenhagen (* 21. März 1909 in Riga; † 6. März 1990 in New York) war ein US-amerikanischer Klassischer Archäologe.

## Leben
Blanckenhagen wurde in Riga geboren, das damals zum Russischen Kaiserreich gehörte. Er floh mit seiner deutschbaltischen Familie 1918 vor den Bolschewiki nach Deutschland, wo er in Schwerin zur Schule ging. Aufgrund der 1918/1919 errungenen Unabhängigkeit Lettlands erhielt Blanckenhagen die lettische Staatsbürgerschaft, die er bis zur russischen Annexion Lettlands 1940 behielt – trotz der in Deutschland damit verbundenen Schwierigkeiten.
Sein Studium der Klassischen Archäologie in Hamburg, Berlin und München schloss von Blanckenhagen 1936 mit der Promotion in München ab; Thema seiner Dissertation war die Flavische Architektur. Erst nach Erhalt der deutschen Staatsbürgerschaft konnte er ab 1941 an der Universität arbeiten und wurde noch im selben Jahr Assistent bei Friedrich Matz an der Universität Marburg. Für 1942/43 wurde ihm das Reisestipendium des Deutschen Archäologischen Instituts verliehen, das er aber auf Grund des Krieges nicht antreten konnte. Die dazwischen liegende Zeit verbrachte er mit Studien in Italien und Deutschland. Von 1946 bis 1950 war er Dozent an der Universität Hamburg, unterbrochen von einer Gastprofessur in Chicago.
Im Jahr 1950 wechselte Blanckenhagen dauerhaft als Professor an die University of Chicago, die Staatsbürgerschaft der Vereinigten Staaten erhielt er 1956. 1959 erhielt er den Robert Lehman-Lehrstuhl am Institute of Fine Arts der New York University. Blanckenhagen hielt Gastvorlesungen an der Princeton University (Christian Gauss Seminars, 1969), der University of Cincinnati (Semple Lectures, 1972) und die Mellon Lectures an der National Gallery of Art in Washington, D.C. (1976). Nach seiner Emeritierung im Jahr 1977 blieb er in New York und stand seiner Universität weitere Jahre für Lehrveranstaltungen zur Verfügung.
Blanckenhagen war Spezialist für hellenistische und vor allem für Römische Kunst, in erster Linie Architektur, Wandmalerei und Bildhauerei. Seine Vorlesungen zu diesen Themen waren von einem charismatischen Vortragsstil geprägt.

## Mitgliedschaften und Ehrungen
- Mitglied der American Academy of Arts and Sciences
- Mitglied der American Philosophical Society
- Mitglied des Deutschen Archäologischen Instituts
- Großes Bundesverdienstkreuz, 1981
- Goldmedaille des Archäologischen Instituts von Amerika, 1982
- Einrichtung einer jährlichen Gedächtnisvorlesung durch das Archäologische Institut von Amerika[1]

## Schriften (Auswahl)
- Flavische Architektur und ihre Dekoration untersucht am Nervaforum. Dissertation. Mann, Berlin 1940.
- Das Bild des Menschen in der römischen Kunst. Scherpe, Krefeld 1948.
- mit Christine Alexander: The Paintings from Boscotrecase (= Mitteilungen des Deutschen Archäologischen Instituts, Römische Abteilung. Ergänzungsheft 6). Kerle, Heidelberg 1962.
- The Odyssey Frieze. In: Mitteilungen des Deutschen Archäologischen Instituts, Römische Abteilung. Band 70, 1963.
- Der ergänzende Betrachter. Bemerkungen zu einem Aspekt hellenistischer Kunst. In: Wandlungen. Studien zur antiken und neueren Kunst. Festschrift für Ernst Homann-Wedeking. Stiftland, Waldsassen 1975.
- mit Christine Alexander: The Augustan Villa at Boscotrecase (= Deutsches archäologisches Institut Rom. Sonderschriften. Band 8). Zabern, Mainz 1990.